# Rennata
Renata Kralevska (makedonsky Рената Кралевска, * 6. března 1990, Skopje, SR Makedonie), známá jako Rennata, je severomakedonská zpěvačka.

## Kariéra
Rennata se narodila 6. března 1990 v hlavním městě Socialistické republiky Makedonie, Skopje. Poprvé se na hudební scéně objevila v roce 1997 již ve svých 7 letech, a to v populární show 1+2, kde zazpívala slavnou píseň z Daniela Martinoviće „Neka mi ne svane“. Ve stejném roce se ukázala v show Sitel Bambini se svou vlastní písní „Rođendanska želja“.
V roce 1998 se v osmi letech zúčastnila jako nejmladší zpěvačka slavného festivalu původní makedonské hudby „Tetovski filigrani“ se svým hitem „Ne go barajte“. Z festivalu si odnesla dvě ceny, jednu pro nejmladší účastnici a druhou za nejlepší interpretaci.
Po několika letech se v roce 2003 vrátila na hudební scénu se svou novou písní „Сакам да сум“, která byla složena pro účast v severomakedonském národním kole pro Junior Eurovision Song Contest. Později v letech 2005 a 2006 reprezentovala svou střední školu Vasila Antevského Drena na francouzském festivalu se skladami „Comme toi“ Ishtar Alabiny a „Aimer jusque l’impossible“ Tina Areny.
V roce 2009 se objevila na pódiu nejuznávanějšího festivalu v Makedonii, Makfestu s písní „Ne go barajte (Не го барајте), kterou produkoval Jovan Jovanov a otextoval Elvir Mekik. Píseň se stala hitem a lze ji často slyšet v několika rozhlasových stanicích v Makedonii.
V roce 2010 vydala píseň „Заводлив глас“. Ve stejném roce začala spolupracovat se společností Sky Eye Entertainment a brzy prorazila nejen ve své rodné Makedonii, ale i na širším hudebním trhu. První píseň v nové produkci nesla jméno „I can take you here“. V roce 2012 vydal píseň „Time, time“, která zaznamenala velký úspěch stejně jako singl „Please Stay“ z roku 2013. Se svým producentem/skladatelem Zoranem Aleksićem (Aleksick) pracuje na svém debutovém albu.

## Diskografie
- Please Stay (23. květen 2013)
- This Christmas Night (3. prosinec 2012)
- Because I Love You (7. listopad 2012)
- Time, Time (3. červenec 2012)